# 스즈키 사토루 (격투기 선수)
스즈키 사토루(鈴木 悟, 1976년 3월 3일 ~ )는 일본 도쿄 출신의 킥복싱 선수다.

### K-1 타격 전적
- 4전 0승 4패(0 KO)

| 경기일자         | 상대            | 결과 | 내용            | 대회                                      |
| ---------------- | --------------- | ---- | --------------- | ----------------------------------------- |
| 2008년 2월 24일  | 임치빈          | 패   | 3R 38초 KO      | K-1 Asia Max 2008 in seoul                |
| 2007년 7월 21일  | 최용수          | 패   | 2R 2분 17초 TKO | K-1 fighting Network Khan 2007 세계대항전 |
| 2006년 12월 31일 | 마사토          | 패   | 2R 2분 22초 KO  | K-1 다이너마이트 2006                     |
| 2005년 10월 12일 | 마이크 잠비디스 | 패   | 2R 1분 17초 KO  | K-1 월드 맥스 2005 세계왕자대항전         |

### 정보
주 베이스는 복싱으로, 복싱 통합전적은 29전 23승 6패(15 KO)로, 나름 좋은 성적을 거두었다. 그러나 K-1에 데뷔하고 나서는 마이크 잠비디스, 마사토 등에게 패하면서 실력에서 다른 선수들에게 비해 뒤처져 있는 것이다.

## 타이틀
그의 챔피언 타이틀은 98 동일본 미들급 신인왕. 98 전일본 미들급 신인왕. 일본 미들급 챔피언으로, 총 3개의 챔피언 타이틀을 보유한 바 있다.